# Shchelkovo
Huyện Shchelkovo (tiếng Nga: ? райо́н) là một huyện hành chính tự quản (raion), của Tỉnh Moskva, Nga. Huyện có diện tích 24 km², dân số thời điểm ngày 1 tháng 1 năm 2000 là 104900 người. Trung tâm của huyện đóng ở Shchelkovo.